# NGC 2227
NGC 2227 é uma galáxia espiral barrada (SBc) localizada na direcção da constelação de Canis Major. Possui uma declinação de -22° 00' 17" e uma ascensão recta de 6 horas, 25 minutos e 57,9 segundos.
A galáxia NGC 2227 foi descoberta em 27 de Janeiro de 1835 por John Herschel.